# Porochino
Porochino (ros. Порохино) – wieś w Rosji, w rejonie wożegodskim obwodu wołogodzkiego. W 2010 r. liczyła 8 mieszkańców.